# Bjarke Ingels
Bjarke Bundgaard Ingels (Kopenhagen, 2 oktober 1974) is een Deens architect en oprichter en partner van de Bjarke Ingels Group (BIG).

## Levensloop

### Studie
Ingels werd geboren in 1974 in Kopenhagen. Zijn vader was ingenieur, zijn moeder tandarts. Oorspronkelijk wilde hij striptekenaar worden, maar koos uiteindelijk voor de studie architectuur aan de Koninklijke Deense Kunstacademie. Daarnaast studeerde hij aan de Escola Tècnica Superior d'Arquitectura in Barcelona. In 1999 keerde hij terug naar Kopenhagen en haalde zijn diploma. In het derde jaar van zijn studie in Barcelona won hij zijn eerste competitie als architect.

### Vroege carrière
Ingels begon zijn carrière in 1998 bij het Rotterdamse OMA (Office for Metropolitan Architecture), het bureau van de Nederlandse architect Rem Koolhaas. In 2001 keerde hij terug naar Kopenhagen om samen met oud-OMA-collega Julien de Smedt het bureau PLOT op te richten. Een belangrijk vroeg werk was het huizenblok VM Houses (2005) in de Kopenhaagse wijk Ørestad, geïnspireerd door het werk van Le Corbusier. 

### Bjarke Ingels Group
In 2006 richtte Ingels zijn eigen bureau op: Bjarke Ingels Group (BIG). Een van de eerste grote projecten was het 25-meter hoge Mountain Dwellings (2008), eveneens in Ørestad. Dit project won meerdere prijzen, waaronder de World Architecture Festival Housing Award (2008), Forum AID Award (2009) en de MIPIM Residential Development Award. In dezelfde wijk ontwikkelde BIG later ook 8 House, destijds het grootste private ontwikkelproject in Scandinavië. 

### Internationale focus
Vanaf de jaren tien van de eenentwintigste eeuw deed BIG steeds meer internationale projecten. In 2010 ontwierp BIG het Deense paviljoen voor de Wereldexpositie in Shanghai. In 2012 verhuisde Ingels naar New York om te werken aan het project VIA 57 West, een huizenblok in de vorm van een pyramide dat in 2016 werd opgeleverd. In 2013 opende het door BIG herontworpen Deens Maritiem Museum in Helsingør, in de buurt van het Kronborg kasteel. In Amsterdam was hij verantwoordelijk voor het Terrace Tower (2020) en het Sluishuis (2022).

## Selectie van werken
- VM Houses (2005, Kopenhagen)

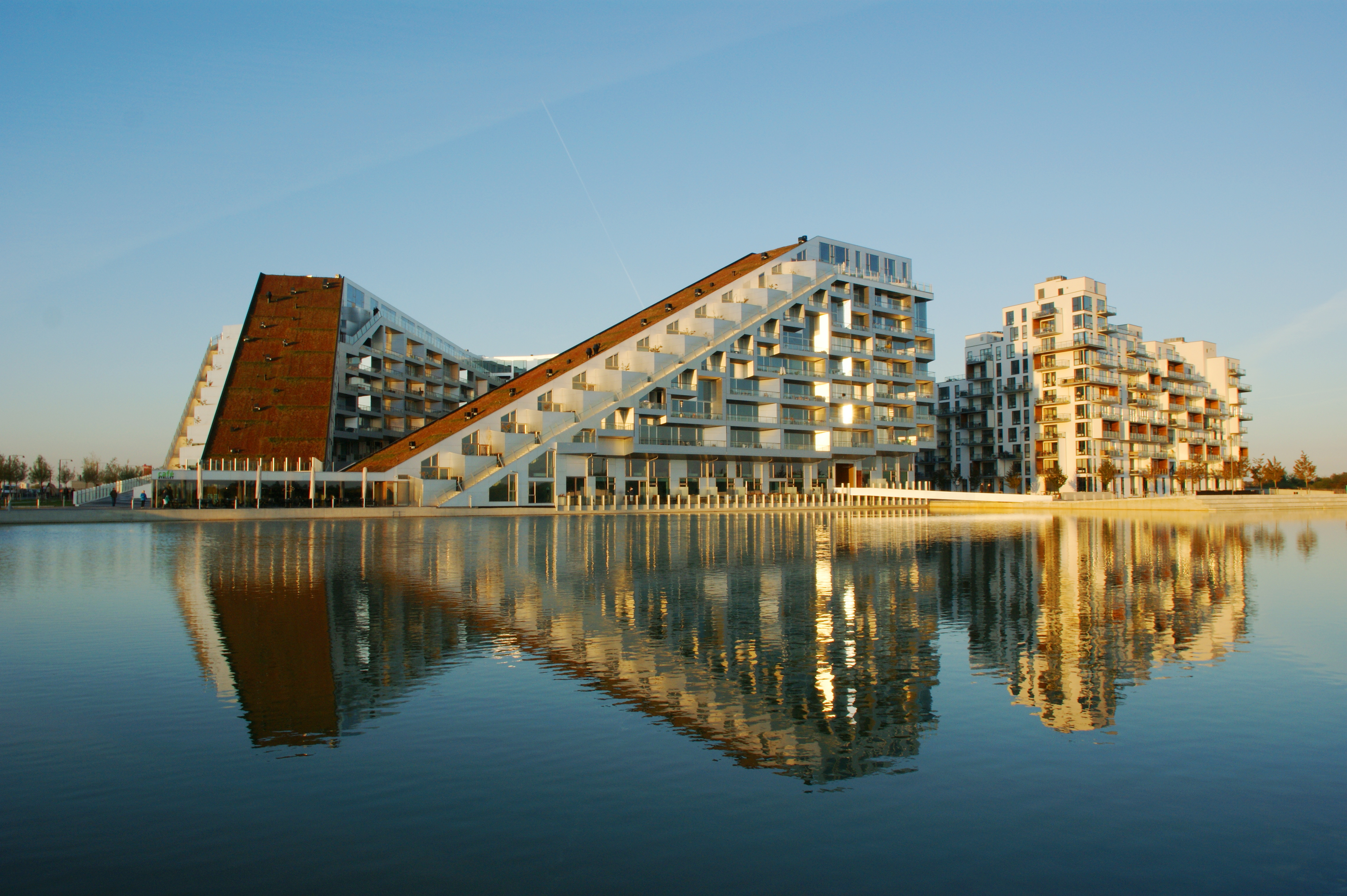
8 House in Kopenhagen (2010)

- Mountain Dwellings (2008, Kopenhagen)
- 8 House (2010, Kopenhagen)
- Superkilen park (2012, Kopenhagen)
- M/S Museet for Søfart (Helsingør)
- VIA 57 West (2016, New York)
- LEGO House (2017, Billund)
- Amager Bakke (2017, Kopenhagen)
- Tirpitz Museum (2017, Blåvand)
- Terrace Tower (2020, Amsterdam)
- Sluishuis (2022, Amsterdam)